# Diaphorocera promelanea
Diaphorocera promelanea – gatunek chrząszcza z rodziny oleicowatych i plemienia Cerocomini.

## Taksonomia
Gatunek opisany został w 1876 roku przez Léona Fairmaire. Jedyny gatunek grupy gatunkowej promelanea-group, będącej grupą siostrzaną dla obscuritarsis-group.

## Opis
Samiec osiąga od 10 do 16 mm długości ciała. Głowa czarna lub ciemna. Przedplecze, odwłok, sternity tułowia, biodra, krętarze i pierwsze człony czułków prawie nieprzejrzyście czarne. Reszta ciała metalicznie zielono-niebieska z resztą czułków, udami, goleniami i stopami pomarańczowymi. Na ciele białe szczecinki, częściowo długie na skroniach, przedpleczu i stronie brzusznej. Głowa wyraźnie poprzeczna o calli czołowych nabrzmiałych. Skronie prawie równoległe, długości około ⅔ średnicy podłużnej oka. Labrum 1,5 razy dłuższe niż nadustek. III człon głaszczków szczękowych krótszy niż II, a IV dwa razy dłuższy niż szeroki. Przednia krawędź III z kilkoma szczecinkami krótszymi niż te na II. Człony czułków IV, V i VII nie dwupłatkowane, a tylna strona członów III-VIII z białawymi szczecinkami, częściowo długimi na członach VI-VII. Człony czułków VII-IX silnie poprzeczne i różnorodnego kształtu, X trójkątny i krótszy niż IX, a XI dwa razy dłuższy niż szeroki. Przedplecze szerokie o przedniej połowie silnie zakrzywionej. Przednie golenie z blaszkowatymi wyrostkami po zewnętrznej stronie dystalnej połowy. Zewnętrzny kolec tylnych goleni wąsko szpatułkowaty. Płatki paramer wydłużone. Fallobaza z tyłu gwałtownie zwężona. Edeagus krótki i skośny u wierzchołka, o haczykach bardzo krótkich i zróżnicowanej wielkości, równoległych i skośnych.

## Występowanie
Gatunek ten występuje w Maroku, Algierii, Tunezji i Egipcie